# Barra de Guaratiba
Barra de Guaratiba é um bairro na Zona Oeste da Cidade do Rio de Janeiro, Brasil. É um bairro litorâneo e também o mais meridional do Rio de Janeiro.
Faz limite com os bairros de Guaratiba, Vargem Grande, Recreio dos Bandeirantes e Grumari. Está localizado a cerca de 56km da Avenida Rio Branco no Centro da Cidade. Tem uma praia e também existe manguezais em seu entorno, caracterizado por montanhas de Mata Atlântica virgem e diversos restaurantes e bares especializados em Frutos do Mar.
Seu IDH, no ano 2000, era de 0,744, o 118º colocado entre 126 regiões analisadas no município do Rio de Janeiro.

## Toponímia
"Guaratiba" é um termo oriundo da língua tupi que significa "ajuntamento de guarás", através da junção dos termos agwa'rá ("guará") e tyba ("ajuntamento").

## História
Nos registros pertencentes a matriz de São Salvador do Mundo da Freguesia de Guaratiba, consta que a região da Barra de Guaratiba começou a ser habitada a partir de março de 1579, quando Manoel Velloso Espinha, morador da Vila dos Santos, que lutou ao lado de Estácio de Sá contra os Tamoios, requereu à Coroa portuguesa a doação de uma sesmaria ( medida de terras com que o rei de Portugal agraciava os seus colonos mais fiéis), situada ao norte da ilha chamada Marambaia da Barra (hoje Restinga de Marambaia), ao longo da costa, com duas léguas de comprimento e outras tantas em direção ao sertão, e mais uma ilha de nome Guratiba-Aitinga ou Aratuquacima (hoje Barra de Guaratiba), com todas as águas, entradas e saídas, visto estarem devolutas povoadas, segundo instruções de sua alteza para povoar o Rio de Janeiro. 
O referido cidadão justificou o seu pedido de doação, alegando ter usado um navio de sua propriedade, e a sua custa, com sua gente, mais escravos, com muita despesa, conquistando para a Coroa Portuguesa o rio Tamoio-Franceses e Cabo Frio, além de ter contribuído para a derrota dos Tamoios ao lado de Estácio de Sá.
A doação foi concebida, sob a exigência de que o donatário povoasse as terras dentro de um prazo máximo de três anos, com seus herdeiros, ascendentes e descendentes, sem tributo algum, a não ser dizimo devido a Deus e pago à igreja.
Não resta a menor dúvida de que começou a partir dessa época a ocupação das terra de Guaratiba, pelo homem branco, e a formação de seu povo.
A partir do ano de 1750- cento e setenta e um anos depois, Dom Fradique de Quevedo Rondon na época donatário das terras, doou parte delas á matriz de São Salvador do Mundo da Freguesia de Guaratiba.
Louvado em anotações feitas pelo guaratibano Almir de Carvalho , consta que há fortes indícios de que foi em Barra de Guaratiba que os invasores franceses desembarcaram em 1710, quando o corsário Duclerc percebeu que não poderia vencer a barreira de fogo da Fortaleza de Santa Cruz, para penetrar na Baía de Guanabara. Há fortes indícios, também de que a restinga de Marambaia foi utilizada como local de concentração do tráfico negreiro do século XVIII.
A divisão do Patrimônio histórico, diante das evidências, considerou-a semelhante à região da Barra de Guaratiba, depois de ter examinado uma reprodução do local de desembarque,
A pesquisa teve início quando, estudando a cultura cafeeira na província, tomou conhecimento de que o latifundiário José Joaquim de Souza Breves envolveu-se no comercio do café, para tanto adquirindo a ilha de Marambaia, local utilizado como porto de embarque e desembarque, e, bastante adequado ao acolhimento de embarcações negreira.
Atualmente a região destaca-se também, além de sua interessante paisagem, pela variedade de bares e restaurantes especializados em frutos-do-mar.
Ao longo de sua estrada de acesso, ainda nos dias de hoje, encontram-se algumas grandes propriedades remanescentes de um passado rural, já misturadas a novos loteamentos. 
No passado, especialmente entre as décadas de 1960 e 1970, ali se refugiavam alguns cariocas ilustres, que, avessos às badalações de outros lugares praianos de veraneio, preferiam a tranquilidade das grandes chácaras da Barra de então, tais como Burle Marx, em cuja homenagem foi batizada a estrada e ainda cujo sítio fora doado por ele próprio, ainda em vida, ao Instituto do Patrimônio Histórico e Artístico Nacional. As propriedades de Antonio Jorge Menezes na região foram vendidas ainda nos anos 1970, estando, entretanto, preservado o antigo casarão que, outrora, hospedou a cantora Wanderléa - outra fã da paz e do sossego da região - justamente nos tempos da Jovem Guarda.
Barra de Guaratiba também foi o local escolhido para a locação fixa série infanto-juvenil da Rede Globo "Sítio do Pica-Pau Amarelo" de 1977 a 1986. Um sítio, com casa, curral e jardins de Burle Marx, foi construído especialmente para o programa na Estrada Burle Marx (antiga estrada de Barra de Guaratiba). No local, foram gravadas as cenas externas e também quase todas as internas (sala e cozinha da casa de Dona Benta) do seriado. As outras gravações (biblioteca, quartos, gruta da Cuca, Reino das Águas Claras etc.) eram gravadas nos estúdios da Cinédia.
Hoje o local está restaurado e aberto a visitações.
Outro ótimo ponto turístico da região é o Sítio Roberto Burle Marx. Com uma coleção botânica riquíssima e bem cuidada, o local conta ainda com muitas obras de arte de autoria do seu fundador e de sua coleção pessoal. As visitas precisam ser agendadas.
O Túnel da Grota Funda, inaugurado em 2012 ajuda no processo de desenvolvimento da região no acesso entre Guaratiba, Recreiodos Bandeirantes e Barra da Tijuca. 

## Características
Possui uma extensão territorial de 944,20 hectares, abrigando 4 380 habitantes (Instituto Brasileiro de Geografia e Estatística/2000). O bairro é banhado pelo oceano, bem como pelos canais de acesso à Baía de Sepetiba. 
Ao longo da Estrada Roberto Burle Marx, podem ser encontrados, ainda hoje, diversos atrativos da flora da Mata Atlântica, grandes bananais e localidades ainda virgens, a despeito de estarem em pleno município do Rio de Janeiro.

### Praia da Barra de Guaratiba
A Praia da Barra de Guaratiba possui águas calmas e conta com estrutura de casas, bares especializados em frutos-do-mar e um morro urbanizado. Seu mar calmo além de propiciar o banho, atrai frequentadores para realizar jogos de vôlei, frescobol e altinhas ou para curtir banhos de sol. Costuma ser frequentada nos finais de semana e feriados ensolarados e principalmente no verão. É uma região de onde saem muitas traineiras para pesca, sendo em grande parte habitada por pescadores. A praia faz limite com a Restinga da Marambaia, região sob responsabilidade da Marinha do Brasil. 

## Galeria
- Típico restaurante com teto característico da região do bairro
- Vista do mar e da ponta da Pedra da Tartaruga à esquerda
- Praia da Barra de Guaratiba
- Movimentação dos Fins de Semana na Praia em Barra de Guaratiba conhecida por muitos moradores da Zona Oeste do Rio como a "praia do oi", pois muitos conhecidos se encontram por lá